# ФК «Зенит» (Санкт-Петербург) в еврокубках
История выступлений ФК «Зенит» (Санкт-Петербург) в европейских клубных турнирах:

## Сезоны

### 1981/82
Завоевав по итогам сезона 1980 года бронзовые медали, следующей осенью ленинградский «Зенит» дебютировал в еврокубках. На стадии 1/64 финала Кубка УЕФА его противником стало дрезденское «Динамо», которое выиграло оба матча у ленинградцев, шедших к тому времени в хвосте чемпионата. В Ленинграде хозяева открыли счёт (забил Юрий Желудков), но восточногерманская команда ответила на этот гол двумя, а в Дрездене выиграла 4:1 (гол престижа у «Зенита» забил Владимир Казачёнок).
| 16 сентября 1981 | \| Зенит \| 1:2 (1:2) отчёт \| Динамо (Дрезден) \| \| Желудков 16′ \| Голы \| Дёрнер 33′ · Хайдлер 38′ \| | Стадион имени Кирова, Ленинград Зрителей: 45 000 Судья: А. Маттссон |
| · Зенит: Бирюков, Давыдов, Веденеев, Тимофеев 25', Бондаренко, Ларионов (к), Брошин (Яковлев, 46'), Казачёнок (Долгополов, 61'), Желудков, Мельников, Клементьев · Главный тренер: Юрий Морозов · Динамо: Якубовски, Мальцан, Дёрнер (к), Шмук 60', Хельм, Шустер, Шаде, Траутман, Хайдлер, Минге, Дёшнер (Шюльбе, 88') · Главный тренер: Герхард Прауцш | |                                                                     |
| Зенит | 1:2 (1:2) отчёт                                                                                           | Динамо (Дрезден)                                                    |
| Желудков 16′ | Голы | Дёрнер 33′ · Хайдлер 38′                                            |

| 30 сентября 1981 | \| Динамо (Дрезден) \| 4:1 (2:1) отчёт \| Зенит \| \| Траутман 8′ · Шмук 13′ · Минге 49′ · Хайдлер 70′ (пен.) \| Голы \| Казачёнок 38′ (пен.) \| | Стадион: Динамо, Дрезден Зрителей: 17 000 Судья: В. Цончев |
| · Динамо: Якубовски, Миттаг, Дёрнер (к), Шмук, Хельм, Шустер, Шаде 46', Траутман, Хайдлер (Шюльбе, 73'), Минге, Дёшнер (Гютшов, 79') · Главный тренер: Герхард Прауцш · Зенит: Бирюков, Давыдов 5', Веденеев 72' (Долгополов, 82'), Голубев, Бондаренко, Ларионов (к) 80', Золин (Брошин, 36'), Казачёнок, Тимофеев, Мельников, Клементьев · Главный тренер: Юрий Морозов | |                                                            |
| Динамо (Дрезден) | 4:1 (2:1) отчёт | Зенит                                                      |
| Траутман 8′ · Шмук 13′ · Минге 49′ · Хайдлер 70′ (пен.) | Голы | Казачёнок 38′ (пен.)                                       |

### 1985/86
В этом сезоне «Зенит» дебютировал в Кубке европейских чемпионов. Первым соперником стал норвежский клуб «Волеренга», побеждённый дважды с одинаковым счётом 2:0, вначале в Ленинграде, потом в Осло, где хозяева при счете 0:0 не реализовали пенальти.
В следующем раунде соперником ленинградцев стал финский чемпион «Куусюси» из Лахти. Первый матч проходил на поле «Зенита», гости открыли счет на 7-й минуте и лидировали почти до самого конца встречи, однако в концовке Юрий Желудков дважды (78-я и 90-я минуты) отличился с пенальти, принеся хозяевам победу. В ответном матче финны открыли счет на 59-й минуте, почти сразу же Владимир Клементьев его сравнял, но ещё через несколько минут чемпион Финляндии снова добился успеха, а в дополнительное время Кайвонурми забил решающий гол на 112-й минуте. На последней минуте дополнительного времени «Зенит» мог забить спасительный гол, но форвард не сумел попасть по мячу, стоя перед пустыми воротами.
| 18 сентября 1985 | \| Зенит \| 2:0 (0:0) отчёт \| Волеренга \| \| Дмитриев 54′ · Желудков 75′ (пен.) \| Голы \| \| | Стадион имени Кирова, Ленинград Зрителей: 51 000 Судья: Ш. Бериша |
| Зенит: Бирюков (к), Давыдов, Степанов, Баранник, Веденеев, Ларионов, Долгополов, Желудков, Герасимов (Клементьев, 46'), Мельников, Дмитриев Главный тренер: Павел Садырин Волеренга: Медиос, Олбю, Л. Эриксен, Бергсванн, Мордт, Б. Эриксен, Лёберг, Давидсен (к), Йохансен, Андерсен, Фредхайм Главный тренер: Улле Нурдин |                                                                                                 |                                                                   |
| Зенит | 2:0 (0:0) отчёт                                                                                 | Волеренга                                                         |
| Дмитриев 54′ · Желудков 75′ (пен.) | Голы                                                                                            |                                                                   |

| 2 октября 1985 | \| Волеренга \| 0:2 (0:0) отчёт \| Зенит \| \| Давидсен 50' \| Голы \| Дмитриев 78′ · Веденеев 83′ \| | Стадион: Бислетт, Осло Зрителей: 2500 Судья: О. Оракангас |
| · Волеренга: Муггебю, Олбю, Л. Эриксен, Бергсванн, Мордт 75', Б. Эриксен (Лёберг, 46'), Нильсен, Давидсен (к), Йохансен, Андерсен, Фредхайм · Главный тренер: Улле Нурдин · Зенит: Бирюков (к), Давыдов, Степанов, Кузнецов, Веденеев, Баранник, Долгополов, Желудков Чухлов (Клементьев, 60'), Мельников, Дмитриев (Комаров, 81') · Главный тренер: Павел Садырин | |                                                           |
| Волеренга | 0:2 (0:0) отчёт                                                                                       | Зенит                                                     |
| Давидсен 50' | Голы                                                                                                  | Дмитриев 78′ · Веденеев 83′                               |

| 23 октября 1985 | \| Зенит \| 2:1 (0:1) отчёт \| Куусюси \| \| Желудков 76′ (пен.), 90′ (пен.) \| Голы \| Лиус 7′ \| | Стадион имени Кирова, Ленинград Зрителей: 32 000 Судья: Т. Бьёрнссон |
| · Зенит: Бирюков (к) 86', Давыдов, Степанов, Баранник (Клементьев, 46'), Веденеев 57', Ларионов, Долгополов, Желудков, Чухлов (Герасимов, 73'), Мельников, Дмитриев · Главный тренер: Павел Садырин · Куусюси: Корхонен, Коуса (Нордман, 57'), Тиайнен, Хянникяйнен, Янтти, Пеконен (к), Тёрнвалль (Кайвонурми, 84'), Ринне, Ремес, Лиус, Кэрролл · Главный тренер: Кейо Воутилайнен | |                                                                      |
| Зенит | 2:1 (0:1) отчёт                                                                                    | Куусюси                                                              |
| Желудков 76′ (пен.), 90′ (пен.) | Голы                                                                                               | Лиус 7′                                                              |

Веденеев удалён за удар соперника в лицо и дисквалифицирован на 8 матчей.
| 6 ноября 1985 | \| Куусюси \| 3:1 (0:0, 2:1, 1:0, д. в.) отчёт \| Зенит \| \| Лиус 59′, 69′ · Кайвонурми 111′ \| Голы \| Клементьев 61′ \| | Стадион Лахден, Лахти Зрителей: 2893 Судья: А. Суханек |
| Куусюси: Корхонен, Коуса, Тиайнен (Кайвонурми, 91'), Хянникяйнен, Янтти, Пеконен, Тёрнвалль, Ринне (Нордман, 105'), Ремес, Лиус, Кэрролл Главный тренер: Кейо Воутилайнен Зенит: Бирюков (к), Давыдов, Степанов, Кузнецов, Афанасьев, Ларионов, Долгополов, Желудков (Баранник, 66'), Дмитриев, Мельников, Клементьев, (Чухлов, 81') Главный тренер: Павел Садырин | |                                                        |
| Куусюси | 3:1 (0:0, 2:1, 1:0, д. в.) отчёт                                                                                           | Зенит                                                  |
| Лиус 59′, 69′ · Кайвонурми 111′ | Голы | Клементьев 61′                                         |

### 1987/88
По результатам сезона 1986 года «Зенит» опять выступал в еврокубках. Второе выступление в Кубке УЕФА завершилось, как и первое, на первой стадии турнира. Выиграв дома у бельгийского «Брюгге» со счетом 2:0, ленинградцы в гостях проигрывали уже к перерыву 0:3, а в конечном итоге уступили в итоге 0:5, четыре мяча забил Брюлле-Ларсен, тем самым он оформил покер.
| 16 сентября 1987 | \| Зенит \| 2:0 (1:0) отчёт \| Брюгге \| \| Чухлов 8′ · Желудков 69′ \| Голы \| \| | Стадион имени Кирова, Ленинград Зрителей: 32 000 Судья: Д. Уорралл |
| · Зенит: Бирюков, Давыдов, Степанов (к), Тимофеев 59', Долгополов, Воробьёв, Кузнецов, Желудков, Чухлов, Дмитриев, Баранник · Главный тренер: Владимир Голубев · Брюгге: Ванде Валле, Мамаду, Ф. ван дер Эльст, Брос, ван Вейк, Кулеманс (к), Л. Ван дер Эльст (Кертер, 68'), Бейенс, Креве, Дегриз, Розенталь (Кимони, 73') · Главный тренер: Хенк Хоуварт |                                                                                    |                                                                    |
| Зенит | 2:0 (1:0) отчёт                                                                    | Брюгге                                                             |
| Чухлов 8′ · Желудков 69′ | Голы                                                                               |                                                                    |

| 30 сентября 1987 | \| Брюгге \| 5:0 (3:0) отчёт \| Зенит \| \| Брюлле 8′, 38′, 57′, 72′ · Кулеманс 44′ \| Голы \| \| | Стадион: Олимпия парк, Брюгге Зрителей: 18 000 Судья: А. Дельмер |
| · Брюгге: Йенсен, Мамаду 36', Ф. ван дер Эльст, Брос, ван Вейк, Кулеманс (к), Бейенс, Кимони, Креве, Дегриз, Брюлле (Кертер, 88') · Главный тренер: Хенк Хоуварт · Зенит: Бирюков, Давыдов, Степанов (к) 12', Долгополов, Иванов 39' (Данилов, 53'), Воробьёв, Кузнецов (Канищев, 75'), Желудков, Чухлов, Дмитриев, Баранник · Главный тренер: Владимир Голубев |                                                                                                   |                                                                  |
| Брюгге | 5:0 (3:0) отчёт                                                                                   | Зенит                                                            |
| Брюлле 8′, 38′, 57′, 72′ · Кулеманс 44′ | Голы                                                                                              |                                                                  |

### 1989/90
На момент старта в кубке УЕФА «Зенит» находился в зоне вылета и последние встречи проводил уже в статусе команды первой лиги.
Первым оппонентом команды стал датский «Нествед», который ленинградцы сперва принимали на своем поле. Датчане вышли вперед на 19-й минуте (Йоргенсен реализовал пенальти), однако через три минуты Чухлов сравнял счёт, а во втором тайме хозяева забили ещё два мяча, оформив победу 3:1. В Дании была зафиксирована нулевая ничья.
В 1/16 соперником «Зенита» стал «Штутгарт», выигравший оба матча. В Ленинграде встреча завершилась 1:0 (гол забит на 87-й минуте) и 5:0 в Германии.
После этого в следующий раз «Зенит» попал в еврокубки только через 10 лет.
| 13 сентября 1989 | \| Зенит \| 3:1 (1:1) отчёт \| Нествед \| \| Чухлов 22′ · Степанов 57′ · Попелнуха 72′ \| Голы \| Йоргенсен 19′ (пен.) \| | Стадион имени Кирова, Ленинград Зрителей: 8200 Судья: Э. Ахо |
| · Зенит: Бирюков 17' (к), Подпалый (Матвеев, 32'), Степанов, Долгополов, Афанасьев, Ларионов (Попелнуха, 71'), Баранник, Желудков, Чухлов, В. Иванов, Воробьёв · Запасные: Окрошидзе, Тимофеев, Радченко · Главный тренер: Владимир Голубев · Нествед: Кьер, Б. Нильсен, Йохансен, Увесен, Юлиуссен, Йоргенсен, Хоугор, Хансен, Юэль, А. Нильсен 37' (Лёндаль, 76'), Кристенсен · Запасные: Флис, Фриманн, Мёллер · Главный тренер: Бенни Йенсен | |                                                              |
| Зенит | 3:1 (1:1) отчёт | Нествед                                                      |
| Чухлов 22′ · Степанов 57′ · Попелнуха 72′ | Голы | Йоргенсен 19′ (пен.)                                         |

| 27 сентября 1989 | \| Нествед \| 0:0 отчёт \| Зенит \| | Стадион Нествед, Нествед Зрителей: 4185 Судья: Р. Ларссон |
| · Нествед: Кьер, Б. Нильсен, Йоргенсен, Увесен (Мёллер, 60'), Фриманн (Мадсен, 75'), А. Нильсен, Хоугор, Хансен, Юэль, Йохансен, Кристенсен · Запасные: Флис, Лёндаль · Главный тренер: Бенни Йенсен · Зенит: Бирюков (к), Подпалый, Степанов, Попелнуха, Афанасьев, Ларионов 3', Баранник, Желудков, Чухлов, Долгополов, Воробьёв 56' · Запасные: Кузнецов, Тимофеев, Матвеев, Радченко, Захариков · Главный тренер: Владимир Голубев |                                     |                                                           |
| Нествед | 0:0 отчёт                           | Зенит                                                     |

| 18 октября 1989 | \| Зенит \| 0:1 (0:0) отчёт \| Штутгарт \| \| \| Голы \| Алльгёвер 89′ \| | Стадион имени Кирова, Ленинград Зрителей: 21 000 Судья: Х. У. Кинг |
| · Зенит: Бирюков (к), Подпалый, Степанов, В. Иванов, Афанасьев 49', Ларионов, Баранник, Желудков (Долгополов, 59'), Чухлов, Радченко, Воробьёв · Запасные: Кузнецов, Тимофеев, Попелнуха, Матвеев · Главный тренер: Владимир Голубев · Штутгарт: Иммель, Шефер, Фронцек, Штремель, Хартман, Бухвальд (к), Алльгёвер, Вальтер, Басуальдо, Сигурвинссон, Хотич · Запасные: Траутнер, Н. Шмелер, Пошнер, О. Шмелер, Юптнер · Главный тренер: Ари Хан |                                                                           |                                                                    |
| Зенит | 0:1 (0:0) отчёт                                                           | Штутгарт                                                           |
| | Голы                                                                      | Алльгёвер 89′                                                      |

| 1 ноября 1989 | \| Штутгарт \| 5:0 (4:0) отчёт \| Зенит \| \| Вальтер 27′ · Сигурвинссон 41′, 44′ · Алльгёвер 43′ · Бухвальд 49′ \| Голы \| \| | Стадион: Неккарштадион, Штутгарт Зрителей: 30 000 Судья: И. Тюре |
| Штутгарт: Иммель, Н. Шмелер, Фронцек, Штремель, Хартман, Бухвальд (к), Алльгёвер (Юптнер, 70'), Вальтер, Басуальдо (Пошнер, 58'), Сигурвинссон, Хотич Запасные: Траутнер, О. Шмелер, Расмуссен Главный тренер: Ари Хан Зенит: Бирюков (к), Подпалый, Степанов, Долгополов, Афанасьев, Ларионов (Желудков, 46'), В. Иванов, Чухлов, Радченко, Воробьёв Запасные: Окрошидзе, Тимофеев, Попелнуха, Матвеев Главный тренер: Владимир Голубев | |                                                                  |
| Штутгарт | 5:0 (4:0) отчёт | Зенит                                                            |
| Вальтер 27′ · Сигурвинссон 41′, 44′ · Алльгёвер 43′ · Бухвальд 49′ | Голы |                                                                  |

### 1999/2000
Из-за смазанной концовки чемпионата «Зенит» не сумел в 1998 году завоевать путёвку в еврокубки, но зато в мае 1999 года выиграл Кубок России и всё-таки взял старт в Кубке УЕФА. В соперники петербуржцам досталась итальянская «Болонья». Первый матч на своём поле «Зенит» провалил, проиграв 0:3 и фактически не создав ни единого голевого момента за весь матч. В первом тайме Никола Вентола выиграл борьбу на втором этаже в штрафной хозяев и открыл счёт, в середине второго тайма ветеран Джузеппе Синьори воспользовался ошибкой вратаря «Зенита» Романа Березовского, а на последней минуте сделал дубль, реализовав пенальти. В ответном матче «Зенит», которому противостоял полурезервный состав, почти весь матч играл вдесятером. На первых же минутах удар Ингессона с пенальти парировал Березовский, в конце первого тайма «Зенит» вышел вперёд, а на последних минутах игры свёл матч вничью — 2:2.
| 16 сентября 1999 | \| Зенит \| 0:3 (0:1) отчёт \| Болонья \| \| \| Голы \| Вентола 40′ · Синьори 68′, 90+2′ (пен.) \| | Стадион: Петровский, Санкт-Петербург Зрителей: 21 500 Судья: К. Вассарас |
| · Зенит: Березовский, Овсепян, Вернидуб (к) 17', Лепёхин, Д. Давыдов, Бабий (Петухов, 73'), Угаров, Кобелев, Горшков (Максимюк, 54' 90+1'), Попович (Куртиян, 59'), Панов 52' · Запасные: Малафеев, Игонин, Кондрашов, Зазулин · Главный тренер: Анатолий Давыдов · Болонья: Пальюка, Биа, Паганин, Тарантино, Фальконе 42' (Лучич, 88'), Ингессон, Зе Элиас, Бинотто (Эриберто, 46'), Нерво, Синьори (к), Вентола, Санчес · Запасные: Рокатти, Бозелли, Фонтолан, Менса · Главный тренер: Серджо Бузо | |                                                                          |
| Зенит | 0:3 (0:1) отчёт                                                                                    | Болонья                                                                  |
| | Голы                                                                                               | Вентола 40′ · Синьори 68′, 90+2′ (пен.)                                  |

| 30 сентября 1999 | \| Болонья \| 2:2 (1:1) отчёт \| Зенит \| \| Ингессон · Фонтолан 38′ · Чиприани 76′ \| Голы \| Панов 34′ · Кондрашов 89′ \| | Стадион: Ренато Даль-Ара, Болонья Зрителей: 22 000 Судья: Э. Ромен |
| · Болонья: Пальюка, Тарантино (Лучич, 61'), Биа, Бозелли, Фальконе, Бинотто,Феррари, Зе Элиас, Ингессон (к) 73' 86', Эриберто, Фонтолан (Синьори, 46'), Чиприани 66' · Запасные: Рокатти, Нерво, Менса · Главный тренер: Серджо Бузо · Зенит: Березовский, Д. Давыдов, Кондрашов 67', Овсепян, Игонин, Вернидуб (к) 43', Куртиян, Максимюк (Бабий, 72' 86'), Петухов (Кобелев, 72'), Угаров 8', Панов (Попович, 83') · Запасные: Малафеев, Лепёхин, Зазулин, Горшков · Главный тренер: Анатолий Давыдов | |                                                                    |
| Болонья | 2:2 (1:1) отчёт | Зенит                                                              |
| Ингессон · Фонтолан 38′ · Чиприани 76′ | Голы | Панов 34′ · Кондрашов 89′                                          |

### 2000/01
На этот раз «Зенит» решил пробиваться в Кубок УЕФА через Кубок Интертото. В первом раунде была выбита из борьбы словенская команда «Приморье» — 3:0 в Петербурге и 3:1 в Словении. Матч в Петербурге стал последним в сезоне за «Зенит» для Александра Панова, отправившегося во французский «Сент-Этьенн».
Соперник в следующем туре, венгерский клуб «Татабанья», оказал серьёзное сопротивление. В первом матче, проходившем в Петербурге, венгры повели в счёте благодаря удачной игре на втором этаже высокорослого форварда Шандора Надя и только уже перед самым финальным свистком дрогнули, пропустив два гола подряд: сперва дальним ударом отличился Александр Горшков, а затем прорвался к воротам и мощно пробил Геннадий Попович. В Будапеште, где «Татабанья» проводила матчи еврокубков, игра проходила для «Зенита» куда менее хлопотно, петербуржцы без особого труда повторили счёт 2:1 в свою пользу. В этом матче дебютировал и забил гол форвард Евгений Тарасов, на которого возлагались большие надежды.
В полуфинале зенитовцы обыграли английский клуб «Брэдфорд Сити», 1:0 в Петербурге и 3:0 в гостях. Матч в Брадфорде был ознаменован дебютом Андрея Аршавина за первый состав «Зенита».
Наконец, в финале Кубка Интертото «Зениту» досталась в соперники испанская «Сельта». Первый поединок с испанцами, который состоялся в Виго, стал для «Зенита» четвёртым за десять дней, да ещё на фоне эпидемии травм, отчего единственным форвардом питерцев был в этой игре номинальный опорный полузащитник Максим Деменко. Тем не менее, «Зенит» повёл в счёте на первых же минутах: гол забил Алексей Игонин, и после ответного гола Валерия Карпина на 22-й минуте удерживал ничейный счёт до самого конца, однако пропустил мяч на последней минуте после навеса с необязательного штрафного. В Петербурге «Зенит» забил к середине второго тайма два мяча (оба — Геннадий Попович), однако на 83-й минуте снова отличился Карпин, а на 90-й после свалки в штрафной решающий гол забил Бенни Маккарти.
| 1 июля 2000 | \| Зенит \| 3:0 (2:0) Протокол \| Приморье \| \| Нагибин 9′ · Попович 45′ (пен.) · Панов 71′ \| Голы \| \| | Петровский, Санкт-Петербург Зрителей: 12 000 Судья: Й. Дитлефсен |
| · Зенит: Малафеев (Бородин, 88'), Давыдов, Цветков, Игонин, Горовой (Куртиян, 66'), Горшков 64' (Петухов, 86'), Катульский, Нагибин, Кобелев (к), Попович, Панов 72' · Запасные: Вернидуб, Лепёхин · Главный тренер: Юрий Морозов · Приморье: Страйнар (к), Мулахметович, Винцетич, Грегорич, Хурич, Тошевски 15', Млакар (Таньич, 64'), Рельич 64' (Видмар, 84'), Пате 63' (Зобец, 64' 74'), Старчевич, Барут · Запасные: Рутар, Чрнигой, Вогрич · Главный тренер: Михаило Петрович | |                                                                  |
| Зенит | 3:0 (2:0) Протокол                                                                                         | Приморье                                                         |
| Нагибин 9′ · Попович 45′ (пен.) · Панов 71′ | Голы |                                                                  |

### 2002/03
На предварительном этапе кубка УЕФА «Зенит» легко победил андоррскую команду «Энкам» — 5:0 в Андорре и 8:0 в Петербурге.
Соперником в 1/64 финала стал швейцарский «Грассхоппер», которому «Зенит» в Цюрихе проиграл 1:3. В ответной игре Александр Кержаков забил два мяча в дебюте встречи, однако затем команда резко сдала, и на последних минутах хорватский легионер «Грассхоппер» Мате Батурина при попустительстве защитников замкнул прострел, принеся победу по сумме двух матчей швейцарскому клубу.

### 2004/05
К матчам квалификационного раунда Кубка УЕФА Зенит подошёл в ранге лидера чемпионата России, однако скромный австрийский «Суперфунд» из городка Пашинг едва не похоронил питерцев уже в первом матче.
Победу австрийцев со счётом всего 3:1 по итогам матча в Пашинге можно объяснить лишь прекрасной игрой Малафеева, который пропустил с игры лишь 1 гол (еще 2 — с пенальти) и неоднократно выручал своих партнёров. В ответной игре питерцы быстро забили 2 гола (Вьештица, Кержаков) и, несмотря на все попытки австрийцев, завершили матч с необходимым результатом, выйдя в первый основной раунд за счёт гола, забитого на чужом поле (кстати, это был автогол австрийцев).
В первом раунде без проблем была обыграна сербская «Црвена Звезда» — 4:0 дома и 2:1 в гостях.
В групповом турнире, который впервые разыгрывался в рамках Кубка УЕФА, в соперники петербуржцам достались греческий «АЕК», французский «Лилль», испанская «Севилья» и немецкая «Алемания».
В матче 1-го тура в Санкт-Петербурге АЕК уже на первых минутах открыл счёт и несколько раз мог его увеличить по ходу 1-го тайма, однако не использовал свои шансы, и перед самым перерывом Аршавин сравнял счёт. А во 2-м тайме наступил бенефис Кержакова — он оформил хет-трик, а довершил разгром греков Денисов — 5:1. Это был последний успех петербуржцев в данном розыгрыше.
Матч 2-го тура «Зенит» проводил в Лилле против одноимённого клуба и, несмотря на значительное число созданных голевых моментов, уступил 1:2. Единственный гол у питерцев провел Кержаков.
В 3-м туре в Санкт-Петербург приехала «Севилья» и, несмотря на некоторое преимущество хозяев поля, испанцы сумели завоевать ничью. Матч завершился 1:1 — на гол Аршавина ответил Баптиста.
В 4-м туре в Германии «Зениту», чтобы гарантировать выход в 1/16 финала, была нужна только победа. И петербуржцы были очень близки к ней — вели по ходу матча (на гол Мейера ответили Радимов с пенальти и Горшков), однако нелепый фол в штрафной за минуту до конца матча перечеркнул все усилия — 2:2.
В 5-м туре, где «Зенит» не участвовал, «Алемания» обыграла на выезде АЕК и «подвинула» Зенит на 4-е место, которого было недостаточно для попадания в плей-офф.
Итоговое положение в группе:
| Место | Команда  | В | Н | П | МЗ-МП | О |
| ----- | -------- | - | - | - | ----- | - |
| 1     | Лилль    | 3 | 0 | 1 | 5-3   | 9 |
| 2     | Севилья  | 2 | 1 | 1 | 6-4   | 7 |
| 3     | Алемания | 2 | 1 | 1 | 5-4   | 7 |
| 4     | Зенит    | 1 | 2 | 1 | 9-6   | 5 |
| 5     | АЕК      | 0 | 0 | 4 | 4-12  | 0 |

### 2005/06
На пути к групповому этапу у «Зенита» стояли «Суперфунд» и «АЕК», с которыми не без труда питерцы справились. На групповом этапе команде Властимила Петржелы противостояли уже знакомая испанская «Севилья», английский «Болтон», турецкий «Бешикташ» и португальская «Витория» из маленького городка Гимарайнш. Дома «Зенит» уверенно обыграл португальцев, а затем в Великобритании уступил англичанам на непонятно как размеченном и раскисшем от дождя, покрытом лужами поле 1:0. После этого зенитовцы взяли три очка у испанцев и на решающий матч в Стамбул отправились лидерами группы. На стадионе в Стамбуле была зафиксирована ничья 1:1 (гол на счету Горшкова), и Зенит вышел в 1/16 Кубка УЕФА.
Заняв второе место в группе, «Зенит» в соответствии с регламентом турнира получил в соперники одного из участников Лиги Чемпионов — норвежский «Русенборг». Блестящая игра Камила Чонтофальски, Андрея Аршавина и Александра Кержакова позволила зенитовцам отпраздновать победы и в Тронхейме, и дома. А в 1/8 финала петербуржцы благодаря ещё одному победному голу-шедевру Аршавина в ворота Бартеза на поле марсельского «Велодрома» (0:1) и ничьей в Петербурге 1:1 вышли победителями в противостоянии с местным «Олимпиком» и впервые в своей истории пробились в четвертьфинал «большого» турнира УЕФА.
Две новые встречи со «старым другом» испанской «Севильей» на этот раз принесли успех испанцам — будущим обладателям почётного трофея. Крупное поражение «Зенита» в первом матче на стадионе в Испании 1:4 (гол Кержакова ещё в полных составах, а затем удаления Андрея Аршавина и Эрика Хагена с их последующей дисквалификацией на три матча + 3 пенальти (1 отбитый) в ворота «Зенита») свело к минимуму шансы питерцев на выход в полуфинал. Тем не менее, и в ответной встрече команда старалась добиться необходимого для общей победы результата (результат 1:1 на «Петровском» не устроил «Зенит»), достойно завершив свой лучший на тот момент евросезон.
Однако вылет из Кубка УЕФА, несмотря на достаточно приемлемый и удачный результат выступления в нём, стоил главному тренеру клуба Властимиле Петржеле его должности, так как в чемпионате России «Зенит» вообще даже не входил в десятку по итогам первых 5—7 туров. Клуб возглавил и. о. Боровичка, но ненадолго. После завершения чемпионата мира 2006 команду возглавил Дик Адвокаат.

### 2007/08
Самый удачный еврокубковый сезон будущие чемпионы России начали разгромом скромного «ВиОна». Затем, выиграв у одной из сильнейших команд Бельгии — льежского «Стандарда», они попали в групповой этап. Там соперниками питерского клуба стали: нидерландский АЗ, немецкий «Нюрнберг», английский «Эвертон» и представитель Греции «Лариса». Первый матч подопечные Дика Адвокаата играли на поле родного «Петровского», где сыграли вничью с голландским «AZ» 1:1. Второй матч команда из Петербурга провела на выезде в Волосе, где выиграла у «Ларисы» со счётом 3:2. Из Греции «Зенит» отправился в Раменское к золотым медалям российского чемпионата. После победы в Раменском «Зенит» вновь играл на поле Петровского с «Нюрнбергом», но разошёлся с ним ничьей 2:2, поставив выход из группового этапа для питерского клуба под вопрос. Наконец, последняя игра группового этапа, прошедшая на поле «Гудисон Парка» в Ливерпуле против местного «Эвертона», запомнилась не счётом 1:0 в пользу английских футболистов, а игрой рукой Ломбертса в штрафной, выдуманной судьёй, на пару с голом в концовке встречи удачно сыгравшего на добивании нападающего «Эвертона» Кэхилом, оставивших чемпионов России в меньшинстве. Однако «Зенит» вышел в плей-офф с 3-го места благодаря гостевой победе «Эвертона» над «АЗ» в последнем туре (участия в котором «Зенит» не принимал).
В 1/16 финала подопечным Дика Адвокаата пришлось играть с одним из считавшихся фаворитами розыгрыша — испанским «Вильярреалом». Но если после поражения на «Петровском» со счётом 1:0 испанцы могли ещё рассчитывать на успех, то после гола Павла Погребняка в Вильярреале 3-й команде Испании уже не на что было надеяться. Хотя испанцы и выиграли тот матч со счётом 2:1 у игравших вдевятером гостей (у «Зенита» были удалены Ширл и новичок Роман Широков) с удалённым за нарушение дисциплины главным тренером, ни поддержка трибун, ни помощь судьи, благодаря которому вместо назначенных 5 минут добавленного времени команды сыграли больше 9, фаворитов не спасла.
Первый матч 1/8 финала «Зенит» под руководством старшего тренера Корнелиуса Пота провёл на «Велодроме» против давних знакомых и обидчиков «Спартака» марсельского «Олимпика». После разгрома дружины Пота на «Велодроме» со счётом 3:1 французы ехали в Санкт-Петербург за путёвкой в 1/4 и реваншем за поражение в Москве. Однако безответный дубль Погребняка отправил «Олимпик» обратно в Марсель — марсельский клуб проигрывает в России с одним счётом (2:0), «Зенит» отправляется в 1/4.
Первым матчем 1/4 и по совместительству последней игрой дисквалификации Адвокаата стала битва питерцев с германским «Байером» на поле Бай-Арены. Битва при Леверкузене закончилась неожиданным поражением хозяев со счетом 4:1. Хоть петербуржцы и уступили в ответном матче, но прошли в полуфинал Кубка УЕФА. Анатолий Тимощук в этом матче не реализовал пенальти, бесхитростно пробив в руки голкиперу.
Первый матч 1/2 команда из Санкт-Петербурга провела против фаворита розыгрыша — мюнхенской «Баварии» на поле «Альянц-Арены». Однако хозяева хоть и старались, но забить мяч с игры так и не смогли. Единственный гол забил Рибери с добивания пенальти, отбитого Вячеславом Малафеевым. Во втором тайме в своей штрафной площади защитник Лусио, прерывая навес Файзулина, срезал мяч в собственные ворота. Лусио мог отыграться, но на его «мёртвый» удар среагировал Малафеев. Из Мюнхена «Зенит» вернулся со счётом 1:1.
В ответном домашнем матче отсутствовали по причине перебора карточек лидер атаки Аршавин и ключевой защитник Ширл. Хотя «Зенит» устраивал счет 0:0, он пошёл в атаку, и на 4-й минуте Павел Погребняк забил блестящий гол в ворота Кана. Несмотря на все атаки немцев с участием рослого Луки Тони, Зырянов с передачи Домингеса удвоил счет. Файзулин после отличного навеса послал мяч под перекладину ворот Кана. И, наконец, Домингес, обыграв Филипа Лама, снабдил Погребняка замечательным пасом, оказавшимся голевым. 4:0. На последних минутах был назначен штрафной, и пробивать опять решил Погребняк, но мяч пролетел примерно в полуметре выше ворот. Вячеслав Малафеев не раз спас свои ворота от ударов Рибери, Швайнштайгера и других. Таким образом «Зенит» вышел в финал кубка УЕФА.
14 мая 2008 года «Зенит» выиграл финал Кубка УЕФА, обыграв с счетом 2:0 «Рейнджерс» в Манчестере на стадионе «Сити оф Манчестер». Голы забили Денисов (72-я минута) и Зырянов (90+4). Кубок команде вручил лично президент УЕФА Мишель Платини.

### 2008/09
29 августа 2008 года «Зенит» выиграл Суперкубок УЕФА, обыграв со счетом 2:1 «Манчестер Юнайтед» в Монако, на стадионе «Луи II». На матче присутствовали тренер сборной России Гус Хиддинк, губернатор Санкт-Петербурга Валентина Матвиенко, владелец «Челси» Роман Абрамович, спикер ЗакСа, глава петербургской «Единой России» Вадим Тюльпанов и восстанавливающийся после травмы Криштиану Роналду.
В этом сезоне «Зенит» впервые в новейшей истории участвовал в Лиге чемпионов. Первый матч зенитовцы играли в Турине с «Ювентусом». Проведя почти весь матч наравне, они пропустили на 76-й минуте со штрафного, блестяще исполненного дель Пьеро. Итоговый счёт 0:1.
Далее была домашняя игра с мадридским «Реалом». На 4-й минуте прострел замкнул Томаш Губочан — автогол. На 25-й минуте Аршавин прострелил в штрафную, его передачу замкнул Данни. На 31-й минуте ван Нистелрой, воспользовавшись ошибкой Губочана, пробил в дальний угол и установил окончательный счёт в матче — 1:2.
Далее была домашняя игра с борисовским БАТЭ, новичком Лиги чемпионов. Первый тайм хозяева владели инициативой, создавали много моментов, но не реализовывали их. Гости был немного неувереннее, но голов первый тайм так и не принёс. В начале второго тайма Аршавин совершил сольный проход по центру, вошёл в штрафную, разобрался с двумя защитниками, затем пробил по воротам, но попал в пятку Текке. Гости ответили голом в падении Павла Нехайчика — 0:1. На 80-й минуте Широков сделал отменную передачу с центра поля Фатиху Текке, оказавшемуся один на один с вратарём, он пробил и установил окончательный счёт матча — 1:1.
Игру в Минске зенитовцы провели гораздо лучше. Взаимные атаки голов не приносили до 34-й минуты, когда Зырянов сделал пас Погребняку, а тот перебросил через вратаря — 1:0. До окончания основного времени счёт не изменился. На 4-й минуте добавленного времени Данни совершил сольный проход и пробил в дальний нижний угол ворот, установив окончательный счёт матча — 2:0.
Ответная игра с «Ювентусом» голов не принесла. Голевые моменты оканчивались ударами в штангу, перекладину, однако Ширл на 39-й минуте забил гол, который отменил судья, так как трое зенитовцев оказались в офсайде.
Игра в Мадриде прошла удачно для хозяев — 0:3. На 25-й минуте Малафеев ошибся при приёме мяча, и Рауль добил его в пустые ворота. На 51-й и на 57-й минутах Арьен Роббен и Рауль соответственно запустили «парашюты» в ворота петербургского голкипера — 0:3.
После вылета из Лиги чемпионов, «Зенит» получил право играть в Кубке УЕФА. Соперником петербуржцев на стадии 1/16 финала стал немецкий «Штутгарт». В первом матче «Зенит» дома победил 2:1. Вот что сказал по этому поводу Дик Адвокаат: «Мы заслужили эту победу. Первая половина матча была равной, но во втором тайме мы полностью контролировали игру. Было много моментов для того, чтобы забить еще. Я считаю, что все футболисты играли очень хорошо. Только в последние минуты матча „Штутгарту“ удалось выровнять игру. В следующем матче не будет Анатолия Тимощука, и на его позиции скорее всего сыграет Игорь Денисов. Следующая игра будет сложной, но мы постараемся победить».
В гостях «Зенит» победил в таком же стиле и с таким же счётом 2:1, и вышел в 1/8 финала.
В 1/8 «Зенит» встретился с «Удинезе». В первом поединке команда из Петербурга уступила со счётом 0:2. На стадионе «Фриули» голы в ворота Вячеслава Малафеева влетели в самой концовке матча — на 85-й минуте забил Квальярелла, а на 5-й добавленной к матчу минуте пенальти сумел реализовать ди Натале.
В ответном матче на «Петровском» команда Дика Адвокаата сумела обыграть итальянский «Удинезе» на домашнем стадионе со счётом 1:0 (мяч «Зенита» — Анатолий Тимощук), однако минимального преимущества оказалось недостаточно для прохода в следующий раунд Кубка УЕФА.
Слова Адвокаата после матча: «Не планирую говорить так долго, как гости. В первой половине матча мы играли в выдающийся футбол. Мы заслужили забить много больше. Как я вижу, мы сыграли отличный матч, у нас были отличные шансы — противостояние проиграли в Италии. Первый тайме мы полностью переиграли соперника. Но в футболе не всегда получаешь то, что заслуживаешь. Сегодня мы заслуживали много больше.» Таким образом, «Зенит» завершил своё выступление еврокубковом сезоне 2008/2009.

### 2009/10
Этот сезон для «Зенита» получился совсем коротким. Заняв 5-е место в чемпионате России 2008, петербуржцы получили право играть в 4-м отборочном раунде Лиги Европы УЕФА. Соперником стал португальский «Насьонал». В первом матче сине-бело-голубые, уже под предводительством Анатолия Давыдова, уступили в гостях со счётом 3:4. Забитые мячи на счету Игоря Семшова (дважды) и Фатиха Текке. В ответном матче «Зенит» сыграл вничью — 1:1. Гол в составе сине-бело-голубых забил Фатих Текке. «Зенит» доминировал весь матч, допустив ошибку лишь в конце, которая лишила петербуржцев группового этапа Лиги Европы.

### 2010/11
Этот сезон можно считать насыщенным для «Зенита». Начался он с 3-го квалификационного раунда Лиги чемпионов, куда команда попала благодаря 3-му месту в чемпионате, противостоянием с румынской «Унирей». Первый матч, проходивший в Бухаресте, получился безголевым. «Зенит» весь матч безуспешно пытался пройти оборону цепких румын, а «Униря» стойко держалась. Об этом и сказал Лучано Спаллетти, для которого этот еврокубковый сезон стал первым в «Зените», на послематчевой пресс-конференции: «Мы концентрировали своё внимание на атаке. У нас не получилось забить, но мы старались. Надо отдать должное сопернику, румыны боролись за каждый мяч. Мы играли хорошо, хотя могли добиться большего. Однако мне не в чем упрекнуть ребят».
Второй матч получился не менее напряжённым, румыны также упорно не давали игрокам «Зенита» пройти их оборону, но всё-таки Данни, в паре с Быстровым, организовал гол, который был забит мощным ударом первого.
В раунде плей-офф Лиги чемпионов «Зенит» встречался с французским «Осером». Первый матч на Петровском проходил в равной борьбе, но «Зенит» победил за счёт мяча, забитого Кержаковым.
Ответный матч «Зенит» провёл плохо, французы владели преимуществом весь матч и заслуженно победили 2:0. Так петербургский клуб закончил своё выступление в Лиге чемпионов.
После вылета «Зенит» попал в Лигу Европы, где играл с бельгийским «Андерлехтом», греческим АЕКом и хорватским «Хайдуком». «Зенит» группу легко выиграл, набрав 18 очков (100 % показатель).
В 1/16 финала питерцы играли со швейцарским «Янг Бойз». В первом матче с «молодыми парнями» россияне потерпели поражение 1-2. В ответном матче дома зенитовцы даже проигрывали 0-1, но затем забили 3 мяча подряд и вышли в следующую стадию: 4-3 по сумме матчей.
В 1/8 финала Зенит играл с голландским «Твенте». Казалось, соперник проходной — но не тут-то было. В первом матче зенитовцы были разгромлены 0-3. Дублем отличился 20-летний Люк Де Йонг, также блестяще сыграл болгарский вратарь энсхедцев Николай Михайлов, отразивший как минимум 3-4 голевых удара питерцев. Без выездного гола россиянам в ответном матче для прохода дальше нужно было забивать уже 4 мяча. В Петербурге россияне сразу начали атаковать ворота соперников и к концу первого тайма вели 2-0. Второй тайм вышел хуже — голландцы уже не помышляли об атаке и наглухо засели возле своих ворот, стараясь удержать устраивающий их счёт. Несколько разящих контратак гостей, несколько хозяйских ударов мимо ворот, пара неназначенных пенальти — и счёт остаётся прежним. Всё, по сути, решила игра в Энсхеде, где россияне не смогли забить такой нужный гостевой гол. Общий счёт 2-3 и «Зенит» прощается с еврокубками до осени.

### 2011/12
Сезон «Зенит» начал в группе G, где взял второе место, обойдя «Порту» и донецкий «Шахтёр». Состав группы был относительно ровный, хотя явным аутсайдером числился кипрский «АПОЭЛ». В итоге группу сенсационно выиграли киприоты, набравшие по 9 очков с «Зенитом», и лишь по результатам в личных встречах обошедшие питерцев. Групповой турнир «Зенит» начал с сенсационного поражения в Никосии от местного АПОЭЛа, который впоследствии и выиграл группу и дошёл до четвертьфинала, где проиграл по всем статьям мадридскому «Реалу» 2:8 (по сумме двух матчей). Но тогда поражение «Зенита» повергло в шок всех. Дальнейшее выступление показало, что первый результат был скорее закономерностью, и не стал таким страшным, потому как «Зенит» больше не проигрывал, а киприоты активно отбирали очки у горняков и португальцев.
На стадии 1/8 финала петербужцам досталась лиссабонская «Бенфика», которую они обыграли в первом домашнем матче 3:2 (дубль оформил Роман Широков и ещё один гол на счету Семака). В ответном матче португальцы с сумасшедшим натиском и неприступной обороной обыграли россиян 2:0, забив по голу в компенсированное время каждого из таймов и выбили россиян из еврокубков.

### 2012/13
«Зенит», как и в прошлом году начал еврокубоковую кампанию в групповом раунде ЛЧ. Перед жеребьёвкой «Зенит» был посеян во второй корзине, что давало хорошие шансы на выход из группы. В итоге петербужцы попали в группу С с «Миланом», «Андерлехтом» и «Малагой». В первом же матче «Зенит» опять проиграл 0:3, казалось, аутсайдеру группы — Малаге, который впоследствии эту группу выиграл, не потерпев ни одного поражения. Главной звездой матча в Испании стал 20-летний полузащитник Иско, забивший два мяча. Во втором матче питерцы играли дома и уже к 16 минуте «горели» 0:2, к началу второго тайма, усилиями Халка и Широкова хозяева сравняли счёт, и, казалось бы выправили ситуацию, но на 75 минуте Томаш Губочан забил в свои ворота, установив окончательный счёт — 2:3. В матчах с «Андерлехтом» команды обменялись домашними победами 1:0. В итоге после 4 тура у Зенита была тяжёлая ситуация — 3 очка, домашняя игра с «Малагой» и выездная с «Миланом». Испанцы к тому времени уже обеспечили выход из группы и привезли разбавленный состав. Но даже без лидера — Иско, испанцы забили два быстрых гола на 8 и 9 минутах. Всё оставшееся время питерцы провели в попытках забить мячи. Им это удалось только в начале и в конце второго тайма. В итоге ничья. Параллельный результат — победа «Милана» над «Андерлехтом» — вывел итальянцев на итоговое второе место. Последняя игра в Италии уже ничего не решала, и «Зенит», обыграв немотивированный «Милан» 1:0, вышел в плей-офф Лиги Европы.
На стадии 1/16 «евролиги» сине-бело-голубые сразу же встретились с суперклубом — английским «Ливерпулем». В первом матче, благодаря прекрасной игре всей команды, в частности Вячеслава Малафеева, россияне обыграли англичан 2-0. Сначала на 69 минуте отличился Халк, забивший свой фирменный мяч пушечным выстрелом в девятку из-за штрафной, а затем прострел вдоль ворот на 72 минуте замкнул Сергей Семак. Ответный матч получился тяжёлым. Благодаря быстрому гостевому голу Халка общий счёт стал 3-0, и мерсисайдцам нужно было забивать уже 4 мяча. До конца первого тайма красные забили два и сразу после перерыва принялись штурмовать ворота Малафеева. На 59 минуте Луис Суарес оформил дубль и сравнял общий счёт противостояния. Но гостевой гол россиян висел «дамокловым мечом» над британцами — нужно было забивать четвёртый мяч. На это у них оставалось более получаса. К счастью для питерцев больше они не пропустили: 3-3 и проход в 1/8 финала.
В 1/8 финала «Зениту» достался вполне проходимый соперник — швейцарский «Базель». В первой игре питерцы ужасно играли в обороне и вполне могли пропустить 5 мячей, но благодаря хорошей игре стража ворот петербуржцев, Вячеслава Малафеева, гости пропустили только два. Второй, как потом оказалось — решающий, гол хозяева забили с пенальти. Ответный матч вынуждал забивать три мяча. Матч вышел противоположным тому, что происходило в Швейцарии. Россияне давили, упустили уйму голевых моментов, а у своих ворот почти ничего опасного не испытывали. Аксель Витсель забил нужный гол, который создал комфортное преимущество. Далее последовало удаление за второе нарушение у «Базеля». Весь второй тайм базельцы играли в меньшинстве, и вот настал решающий всё момент. В ворота альпийцев ставится штрафной 11-метровый удар. Пробивать вышел Широков, который почему-то не дал пробить удар Халку, и не забил, пробив во вратаря. На второй гол времени уже почти не было. В итоге 1-2 и вылет от более слабого соперника.

### 2013/14
После упущенного чемпионского титула в сезоне 2012/13 Зенит начал еврокубковую кампанию с 3-го отборочного раунда Лиги Чемпионов. В «нечемпионском пути» питерцам достался лёгкий соперник — датский «Норшеланн», с которым они без труда справились: 1-0 и 5-0. В стадии плей-офф зенитовцы также не испытали никаких проблем со скромным португальским «Пасушем де Ферейрой». Итог двухматчевого противостояния: 8-3 (4-1 и 4-2).
В групповом раунде зенитовцы, по традиции, первый матч проиграли мадридскому «Атлетико» 1-3. Во втором матче «Зенит» поставил себя в трудное положение, сыграв в безголевую ничью с «Аустрией». Победе помешали удаление Витселя на 44 минуте и надёжная игра голкипера соперника Хайнца Линднера. По сути весь расклад в группе решился в спаренных матчах с «Порту». В первом матче великолепная игра Халка позволила добиться гостевой победы 1-0. В конце матча на 86 минуте отличился Александр Кержаков. В ответном матче команды разошлись миром, хотя петербуржцы могли выиграть, но Халк не забил штрафной 12-ярдовый удар. В пятом туре португальцы не смогли обыграть «Аустрию», а «Зенит» дома отобрал очки у «Атлетико», которые в тот сезон были великолепны и в групповом раунде взяли 16 из 18 возможных очков. Перед решающим 6 туром россияне опережали португальцев на 1 очко и играли с потерявшими турнирную мотивацию соперниками: «Атлетико» досрочно завоевал 1 место, а «Аустрия» выше 4 места уже не поднималась при любом раскладе. Тем не менее, австрийцы умудрились разгромить россиян 4-1, проигрывая к концу первого тайма 0-1. Горе россиян тут же сменилось на радость — мадридцы полурезервным составом обыграли «Порту» 2-0. Зенит с шестью очками вышел в плей-офф Лиги Чемпионов! «Порту» же и занявшая последнее место «Аустрия» взяли по 5 баллов.
Еврокубковая весна получилась очень короткой. Россияне должны были пройти великолепную «Боруссию» из Дортмунда, в составе которой блистали Мхитарян, Ройс и Левандовски. Голы этих мастеров, с дублем последнего, привели в к домашнему поражению «Зенита» 2-4. В ответном матче нужно было выигрывать у немцев в гостях 3-0 как минимум. В первом тайме ценой невероятных усилий питерцы забили нужный быстрый гол, но ответный гол Келя, по сути, поставил крест на надеждах россиян отыграться. Матч зенитовцы в итоге выиграли, забив ничего не решающий мяч. Итог: победа 2-1 и поражение по сумме матчей 4-5.

### 2014/15
Этот сезон Зенит начал с неожиданного поражения 0-1 в Ларнаке, где играл с АЕЛом из Лимасола. Весь матч доминировали россияне, но мяч в ворота не шёл. Активен был только Халк, остальные же, либо мазали мимо ворот, либо били несильно прямо во вратаря. Киприоты, в отличие от более сильного соперника, использовали один из немногочисленных моментов и забили гол головой после навеса с фланга. Ответный матч получился также под диктовку питерцев, но, в отличие от предыдущего матча, мячи уже шли в цель. Зенит разгромил киприотов 3-0 и вышел на бельгийцев в раунде плей-офф. С льежским «Стандардом» россияне не испытали проблем и выиграли 1-0 в гостях и 3-0 дома.
В группе С состав команд вышел довольно ровным по уровню: «Бенфика», «Зенит», «Байер» и «Монако». Интересным фактом стало то, что в итоге распределение команд вышло обратно пропорциональным тому, как и они были посеяны. Группу выиграл «Монако», а «Зенит» занял третье место, обыграв два раза «Бенфику», которая заняла последнее место в группе, и обеспечил себе еврокубковую весну.
Весна началась с 1/16 финала Лиги Европы. Матчи с голландским ПСВ прошли по такому же сценарию, что и со «Стандардом»: 1-0 в гостях и 3-0 дома. По два гола в противостоянии забили Халк и Рондон. Кроме того, Лодыгин парировал пенальти.
В 1/8 финала жребий свёл команду Андре Виллаш-Боаша с итальянским «Торино». В первом матче в Санкт-Петербурге Витсель и Кришито реализовали численное преимущество после двух жёлтых карточек подряд в начале матча, полученных Марко Бенасси. Ответный матч превратился в штурм ворот «Зенита». В итоге на 90 минуте Камиль Глик забил долгожданный для хозяев гол, но на большее ни сил ни времени пьемонтцам не хватило. На жёлтых карточках «висели» Халк, Кришито, Смольников и Данни. И все они получили жёлтые карточки, пропуская первые четвертьфинальные матчи Лиги Европы. Такой ценой досталась победа россиянам.
В четвертьфинале «Зенит» играл с действующим обладателем трофея — испанской «Севильей». Забегая вперёд, нужно сказать, что и этот розыгрыш андалусийцы выиграли. Зенит оба матча провёл на равных с сильным оппонентом. Потеряв из-за дисквалификаций своих лидеров атаки и защиты, россияне всё же навязали в первом матче игру, первыми забив на «Рамон Санчес Писхуан». Гол забил Александр Рязанцев. Севильцы отыгрались лишь на 73 минуте, а на 88 минуте вырвали победу. Ответный матч также получился равным. Усилиями Рондона и Халка к 72 минуте зенитовцы вели 2-1 и мысленно были готовы к овертайму. Все планы спутал вышедший на замену форвард Кевин Гамейро — француз хладнокровно использовал свой шанс, чётко пробив в дальний угол ворот Лодыгина — 2:2 и дальше идут испанцы.

### 2015/16
В ранге чемпионов России 2014/15 команда начала европейский сезон с группового раунда Лиги Чемпионов. В ней команда относительно легко заняла первое место, взяв 15 очков из 18. Это рекорд для «Зенита» в групповом раунде ЛЧ. До 100 % показателя «Спартака» сезона 1995/96 петербуржцам не хватило одной победы. В первых пяти турах «Зенит» обыграл «Валенсию» (дважды), «Олимпик Лион» (дважды) и «Гент». В шестом туре уже потерявшие турнирную мотивацию «зенитовцы» проиграли в гостях бельгийцам 1-2.
В 1/8 финала жребий свёл их с «Бенфикой». Лиссабонцы в первой игре обыграли петербуржцев 1:0, в самом конце игры гол забил Жонас. В ответном матч в Санкт-Петербурге россияне вели до 85 минуты 1:0 благодаря голу Халка на 69-й минуте, но на 85-й минуте пропустили (счёт сравнял Николас Гайтан), после чего надо было забивать ещё два мяча. Хозяева пошли забивать и оставили тылы открытыми, чем воспользовался в контратаке вышедший на замену Талиска, забивший мяч на 6-й компенсированной минуте. Поражение 1:2 (по сумме двух матчей — 1:3) закончило еврокампанию клуба с берегов Невы.

### 2016/17
Команда начала европейский сезон с группового раунда Лиги Европы. В ней, как и в прошлом году, команда легко заняла первое место, взяв 15 очков из 18. Были повержены «Маккаби» (Тель-Авив), «Дандолк» и «АЗ» (Алкмаар). Первые две команды были обыграны оба раза, а голландский клуб обыграл россиян в шестом туре. Опять, как и в прошлом году, команда потеряла турнирную мотивацию и снова проиграл, на этот раз голландцам. Это своего рода традиция — проигрывать в последнем туре клубу из Бенилюкса.
В 1/16 финала, как и в прошлом сезоне, команда вылетела уже на первой стадии плей-офф, хотя также была фаворитом пары. В первой игре против «Андерлехта» россияне проиграли 0-2. дублем отличился ганский вингер Франк Ачимпонг. В ответном поединке хозяевам нужно было забивать три мяча. Великолепно сыгравшие зенитовцы свои три мяча забили (дубль Жулиано и гол Дзюбы), но к очень большому сожалению в самом конце пропустили. Очень обидный гол пришёл буквально из ничего. Один из немногочисленных навесов бельгийцев замкнул Исаак Кисе-Телин на 90 минуте. На большее россиянам просто не хватило времени. Общий счёт 3-3, но благодаря голу на выезде брюссельцы прошли дальше.

### 2017/18
Клуб начал сезон с 3 отборочного раунда Лиги Европы. В этом раунде была повержена израильская Бней Иегуда 2-1 (2-0 в гостях и 0-1 дома). В раунде плей-офф россиянам достался голландский «Утрехт». В первом матче «Зенит» проиграл 0-1. В ответном мачте в основное время «Зенит» обыграл 1-0 голландцев, а затем в дополнительное время забил ещё один гол, дублем в этой встрече отличился Александр Кокорин. 2-0 — «Зенит» идёт в групповой раунд.
В групповом раунде Зенит превзошёл свой прошлогодний рекорд по набранным очкам — 16 очков. В группе L были обыграны испанский Реал Сосьедад, македонский Вардар и норвежский Русенборг. Лишь норвежцы в 4 туре смогли отобрать очки у россиян, сыграв вничью 1-1.
В 1/16 финала Зенит играл с шотландским «Селтиком». Первый матч был проигран 0-1. В ответном матче дома при поддержке более 50 тысяч человек россияне разгромили соперника 3-0 с помощью голов Ивановича, Кузяева и Кокорина. В 1/8 финала зенитовцам достался набирающий силу молодой коллектив — немецкий «Лейпциг», созданный лишь в 2009 году. В первом матче немцы победили 2-1. В ответном матче оставались шансы на общую победу благодаря позднему выездному голу Кришито. Однако в ответном матче россияне не смогли навязать игру, сломить сопротивление немцев и победить. Более того, Лунёву неоднократно приходилось выручать своих. В конце матча наш голкипер отразил пенальти и, казалось, возродил интригу, но произведённые замены не помогли хозяевам одолеть немецкую дружину. 1-1 дома и общий счёт 2-3. Дальше идут саксонцы.

### 2018/19
В первом матче 3-го отборочного раунда Лиги Европы против минского «Динамо» подопечные Сергея Семака потерпели кошмарное гостевое поражение 0:4. Казалось, интрига исчерпана, да и ответный матч должен был пройти без своих зрителей на «Петровском». Но не тут-то было. В присутствии 220 гостевых фанатов россияне показали характер и класс, разнеся в пух и прах минчан. В основное время хозяева поквитались за обидное поражение, сделав такой же результат. В дополнительное время гости забили гол, который выводил белорусов дальше, ведь надо было забивать ещё два. Но питерцы до конца экстратайма забили 4. Итог: 8:1. Хет-трик на счету Артёма Дзюбы, не игравшего в прошлом матче и дубль на счету Роберта Мака. По голу в этом сумасшедшем матче также забили Леандро Паредес, Кристиан Нобоа и Себастьян Дриусси. Итоговый счёт 8-5! Этот матч вошёл в историю как «Зенита», так и всего мирового футбола, как матч, в котором отыгрались со счёта 0:4. Как в своё время «Барселона» обыграла ПСЖ 6:1.
В плей-офф раунде питерцам достался норвежский «Мольде», тренируемый Уле Гуннаром Сульшером. В первом матче дома россияне пропустили первыми, а затем «проснулись» в конце матча и в течение 20 минут вколотили настырным норвежцам 3 «банки» — 3:1. Дзюба, Заболотный и Мевля обеспечили победный счёт. В ответном матче всё вышло с точностью до наоборот — норвежцы первыми пропустили дома (гол забил Кузяев) и, также в конце матча, принялись отыгрывать те же 3 мяча. Класса норвежцев, в отличие от россиян, хватило только на два гола — 1:2. общий счёт 4:3 и россияне в очередной раз обеспечивают себе еврокубковую осень.
«Зенит», посеянный в первой корзине попал в группу С вместе с «Копенгагеном», «Бордо» и пражской «Славией». Групповой турнир клуб выиграл, набрав 11 очков, и вышел в 1/16 финала на стамбульский «Фенербахче». В первом матче в Стамбуле петербуржцы проиграли 0:1, при этом не забив пенальти, когда Харун Текин отразил удар Роберта Мака. В ответном матче хозяева выиграли со счётом 3:1. Героем встречи стал новичок «Зенита» Сердар Азмун, сделавший дубль и голевую передачу (на Магомеда Оздоева) в своём первом официальном матче за новый клуб. В 1/8 финала жребий свёл петербуржцев с испанским «Вильярреалом».
В двухматчевом противостоянии с «Вильярреалом» петербургский клуб уступил оба раза (1:3 и 1:2) с общим счётом 2:5 и завершил выступление в еврокубках.

### 2019/20
В евросезоне 2019/2020 «Зенит» на правах чемпиона России 2018/2019 стартовал с группового раунда Лиги Чемпионов, при жеребьёвке был посеян в 1-й корзине. По результатам жеребьёвки в соперники петербуржцам достались французский «Олимпик Лион», португальская «Бенфика» и немецкий «РБ» (Лейпциг). Команда одержала две победы, сыграв один матч вничью и проиграв три встречи, и таким образом заняла последнее место в группе. «Зенит» до последнего тура претендовал на плей-офф Лиги чемпионов, но поражение от «Бенфики» в 6-м туре и ничья в параллельном матче означали, что команда лишилась даже путевки в Лигу Европы.

### 2020/21
Выиграв во второй раз подряд чемпионский титул 2019/2020, «Зенит» снова стартовал с группового раунда Лиги Чемпионов, будучи сеяным в первой корзине. Соперниками клуба стали «Боруссия» Дортмунд из второй корзины, «Лацио» из третьей, и «Брюгге» из четвёртой. Команда Семака стартовала с поражения от «Брюгге» на Газпром Арене 1:2. «Зенит» пропустил в начале второго тайма, сравняв счет ближе к концовке благодаря дальнему «выстрелу» Деяна Ловрена, но упустил драгоценное очко из-за гола, пропущенного в добавленное время. Далее последовало гостевое поражение от «Боруссии» 0:2. После неудачного старта команде Семака предстояли две встречи против римского «Лацио». Игра третьего тура в Санкт-Петербурге завершилась ничьей 1:1, на гол Александра Ерохина римляне ответили результативным мячом Фелипе Кайседо. Петербуржцы могли вырвать победу, но в добавленное ко второму тайму время гол Андрея Мостового был отменен из-за положения «вне игры». В Риме «Зенит» уступил 1:3, голом отметился Артём Дзюба. В пятом туре «Зениту» было необходимо обыгрывать на выезде «Брюгге», но петербуржцы разгромно проиграли 0:3 и потеряли даже математические шансы на выход из группы. Последний матч дома с «Боруссией» турнирного значения не имел и «Зенит» снова проиграл: 1:2 дома против дортмундцев, на гол Себастьяна Дриусси в начале игры «Боруссия» ответила двумя результативными мячами во втором тайме. Как итог - 1 очко в шести матчах и последнее место в группе с разницей мячей 4:13.

### 2021/22
Выиграв в третий раз подряд чемпионский титул 2020/2021, «Зенит» снова стартовал с группового раунда Лиги Чемпионов. Соперниками клуба стали «Челси», «Ювентус», и «Мальмё». Команда Семака стартовала с поражения в Лондоне от «Челси» 0:1, пропустив на 69-й минуте. После этого последовали разгромная домашняя победа над «Мальмё» 4:0 и два поражения от «Ювентуса» в спаренных матчах 0:1 дома и 2:4 в гостях. Последние два матча группового этапа «Зенит» сыграл вничью, 1:1 с «Мальмё», и 3:3 с «Челси», в итоге заняв 3 место в группе, «Зенит» вышел в евро-весну, и сыграл в стыковых матчах Лиги Европы с испанским «Бетисом», проиграв по сумме матчей счётом 2:3.

## Результаты против клубов разных стран
| Сезон     | Турнир          | Раунд                                                      | Соперник            | Счёт             |
| --------- | --------------- | ---------------------------------------------------------- | ------------------- | ---------------- |
| 1981/1982 | Кубок УЕФА      | 1/32 финала                                                | Динамо (Дрезден)    | 1:2 (д), 1:4 (г) |
| 1985/1986 | Кубок чемпионов | 1/32 финала                                                | Волеренга           | 2:0 (д), 2:0 (г) |
| 1985/1986 | Кубок чемпионов | 1/16 финала                                                | Куусюси             | 2:1 (д), 1:3 (г) |
| 1987/1988 | Кубок УЕФА      | 1/32 финала                                                | Брюгге              | 2:0 (д), 0:5 (г) |
| 1989/1990 | Кубок УЕФА      | 1/32 финала                                                | Нествед             | 3:1 (д), 0:0 (г) |
| 1989/1990 | Кубок УЕФА      | 1/16 финала                                                | Штутгарт            | 0:1 (д), 0:5 (г) |
| 1999/2000 | Кубок УЕФА      | 1/64 финала                                                | Болонья             | 0:3 (д), 2:2 (г) |
| 2000/2001 | Кубок Интертото | Второй раунд                                               | Приморье            | 3:0 (д), 3:1 (г) |
| 2000/2001 | Кубок Интертото | Третий раунд                                               | Татабанья           | 2:1 (д), 2:1 (г) |
| 2000/2001 | Кубок Интертото | Полуфинал                                                  | Брэдфорд Сити       | 1:0 (д), 3:0 (г) |
| 2000/2001 | Кубок Интертото | Финал                                                      | Сельта              | 1:2 (г), 2:2 (д) |
| 2002/2003 | Кубок УЕФА      | Предварительный раунд                                      | Энкамп              | 5:0 (г), 8:0 (д) |
| 2002/2003 | Кубок УЕФА      | 1/64 финала                                                | Грассхоппер         | 1:3 (г), 2:1 (д) |
| 2004/2005 | Кубок УЕФА      | Второй отборочный раунд                                    | Суперфунд           | 1:3 (г), 2:0 (д) |
| 2004/2005 | Кубок УЕФА      | Первый круг                                                | Црвена Звезда       | 4:0 (д), 2:1 (г) |
| 2004/2005 | Кубок УЕФА      | Групповой раунд                                            | АЕК                 | 5:1 (д)          |
| 2004/2005 | Кубок УЕФА      | Групповой раунд                                            | Лилль               | 1:2 (г)          |
| 2004/2005 | Кубок УЕФА      | Групповой раунд                                            | Севилья             | 1:1 (д)          |
| 2004/2005 | Кубок УЕФА      | Групповой раунд                                            | Алемания            | 2:2 (г)          |
| 2005/2006 | Кубок УЕФА      | Второй отборочный раунд                                    | Суперфунд           | 2:2 (г), 1:1 (д) |
| 2005/2006 | Кубок УЕФА      | Первый круг                                                | АЕК                 | 0:0 (д), 1:0 (г) |
| 2005/2006 | Кубок УЕФА      | Групповой раунд                                            | Витория (Гимарайнш) | 2:1 (д)          |
| 2005/2006 | Кубок УЕФА      | Групповой раунд                                            | Болтон Уондерерс    | 0:1 (г)          |
| 2005/2006 | Кубок УЕФА      | Групповой раунд                                            | Севилья             | 2:1 (д)          |
| 2005/2006 | Кубок УЕФА      | Групповой раунд                                            | Бешикташ            | 1:1 (г)          |
| 2005/2006 | Кубок УЕФА      | 1/16 финала                                                | Русенборг           | 2:0 (г), 2:1 (д) |
| 2005/2006 | Кубок УЕФА      | 1/8 финала                                                 | Олимпик Марсель     | 1:0 (г), 1:1 (д) |
| 2005/2006 | Кубок УЕФА      | 1/4 финала                                                 | Севилья             | 1:4 (г), 1:1 (д) |
| 2007/2008 | Кубок УЕФА      | Второй отборочный раунд                                    | ВиОн                | 2:0 (г), 3:0 (д) |
| 2007/2008 | Кубок УЕФА      | Первый круг                                                | Стандард            | 3:0 (д), 1:1 (г) |
| 2007/2008 | Кубок УЕФА      | Групповой раунд                                            | АЗ                  | 1:1 (д)          |
| 2007/2008 | Кубок УЕФА      | Групповой раунд                                            | Лариса              | 3:2 (г)          |
| 2007/2008 | Кубок УЕФА      | Групповой раунд                                            | Нюрнберг            | 2:2 (д)          |
| 2007/2008 | Кубок УЕФА      | Групповой раунд                                            | Эвертон             | 0:1 (г)          |
| 2007/2008 | Кубок УЕФА      | 1/16 финала                                                | Вильярреал          | 1:0 (д), 1:2 (г) |
| 2007/2008 | Кубок УЕФА      | 1/8 финала                                                 | Олимпик Марсель     | 1:3 (г), 2:0 (д) |
| 2007/2008 | Кубок УЕФА      | 1/4 финала                                                 | Байер 04            | 4:1 (г), 0:1 (д) |
| 2007/2008 | Кубок УЕФА      | 1/2 финала                                                 | Бавария             | 1:1 (г), 4:0 (д) |
| 2007/2008 | Кубок УЕФА      | Финал                                                      | Рейнджерс           | 2:0 (н)          |
| 2008/2009 | Суперкубок      | Финал                                                      | Манчестер Юнайтед   | 2:1 (н)          |
| 2008/2009 | Лига чемпионов  | Групповой раунд                                            | Ювентус             | 0:1 (г), 0:0 (д) |
| 2008/2009 | Лига чемпионов  | Групповой раунд                                            | Реал Мадрид         | 1:2 (д), 0:3 (г) |
| 2008/2009 | Лига чемпионов  | Групповой раунд                                            | БАТЭ                | 1:1 (д), 2:0 (г) |
| 2008/2009 | Кубок УЕФА      | 1/16 финала                                                | Штутгарт            | 2:1 (д), 2:1 (г) |
| 2008/2009 | Кубок УЕФА      | 1/8 финала                                                 | Удинезе             | 0:2 (г), 1:0 (д) |
| 2009/2010 | Лига Европы     | Раунд плей-офф                                             | Насьонал            | 3:4 (г), 1:1 (д) |
| 2010/2011 | Лига чемпионов  | Третий квалификационный раунд (нечемпионская квалификация) | Униря (Урзичень)    | 0:0 (г), 1:0 (д) |
| 2010/2011 | Лига чемпионов  | Раунд плей-офф (нечемпионская квалификация)                | Осер                | 1:0 (д), 0:2 (г) |
| 2010/2011 | Лига Европы     | Групповой раунд                                            | Андерлехт           | 3:1 (г), 3:1 (д) |
| 2010/2011 | Лига Европы     | Групповой раунд                                            | АЕК                 | 4:2 (д), 3:0 (г) |
| 2010/2011 | Лига Европы     | Групповой раунд                                            | Хайдук              | 2:0 (д), 3:2 (г) |
| 2010/2011 | Лига Европы     | 1/16 финала                                                | Янг Бойз            | 1:2 (г), 3:1 (д) |
| 2010/2011 | Лига Европы     | 1/8 финала                                                 | Твенте              | 0:3 (г), 2:0 (д) |
| 2011/2012 | Лига чемпионов  | Групповой раунд                                            | АПОЭЛ               | 1:2 (г), 0:0 (д) |
| 2011/2012 | Лига чемпионов  | Групповой раунд                                            | Порту               | 3:1 (д), 0:0 (г) |
| 2011/2012 | Лига чемпионов  | Групповой раунд                                            | Шахтёр (Донецк)     | 2:2 (г), 1:0 (д) |
| 2011/2012 | Лига чемпионов  | 1/8 финала                                                 | Бенфика             | 3:2 (д), 0:2 (г) |
| 2012/2013 | Лига чемпионов  | Групповой раунд                                            | Малага              | 0:3 (г), 2:2 (д) |
| 2012/2013 | Лига чемпионов  | Групповой раунд                                            | Милан               | 2:3 (д), 1:0 (г) |
| 2012/2013 | Лига чемпионов  | Групповой раунд                                            | Андерлехт           | 1:0 (д), 0:1 (г) |
| 2012/2013 | Лига Европы     | 1/16 финала                                                | Ливерпуль           | 2:0 (д), 1:3 (г) |
| 2012/2013 | Лига Европы     | 1/8 финала                                                 | Базель              | 0:2 (г), 1:0 (д) |
| 2013/2014 | Лига чемпионов  | Третий квалификационный раунд (нечемпионская квалификация) | Норшелланн          | 1:0 (г), 5:0 (д) |
| 2013/2014 | Лига чемпионов  | Раунд плей-офф (нечемпионская квалификация)                | Пасуш де Феррейра   | 4:1 (г), 4:2 (д) |
| 2013/2014 | Лига чемпионов  | Групповой раунд                                            | Атлетико Мадрид     | 1:3 (г), 1:1 (д) |
| 2013/2014 | Лига чемпионов  | Групповой раунд                                            | Аустрия             | 0:0 (д), 1:4 (г) |
| 2013/2014 | Лига чемпионов  | Групповой раунд                                            | Порту               | 1:0 (г), 1:1 (д) |
| 2013/2014 | Лига чемпионов  | 1/8 финала                                                 | Боруссия (Дортмунд) | 2:4 (д), 2:1 (г) |
| 2014/2015 | Лига чемпионов  | Третий квалификационный раунд (нечемпионская квалификация) | АЕЛ                 | 0:1 (г), 3:0 (д) |
| 2014/2015 | Лига чемпионов  | Раунд плей-офф (нечемпионская квалификация)                | Стандарт            | 1:0 (г), 3:0 (д) |
| 2014/2015 | Лига чемпионов  | Групповой раунд                                            | Бенфика             | 2:0 (г), 1:0 (д) |
| 2014/2015 | Лига чемпионов  | Групповой раунд                                            | Монако              | 0:0 (д), 0:2 (г) |
| 2014/2015 | Лига чемпионов  | Групповой раунд                                            | Байер 04            | 0:2 (г), 1:2 (д) |
| 2014/2015 | Лига Европы     | 1/16 финала                                                | ПСВ                 | 1:0 (г), 3:0 (д) |
| 2014/2015 | Лига Европы     | 1/8 финала                                                 | Торино              | 2:0 (д), 0:1 (г) |
| 2014/2015 | Лига Европы     | 1/4 финала                                                 | Севилья             | 1:2 (г), 2:2 (д) |
| 2015/2016 | Лига чемпионов  | Групповой раунд                                            | Валенсия            | 3:2 (г), 2:0 (д) |
| 2015/2016 | Лига чемпионов  | Групповой раунд                                            | Гент                | 2:1 (д), 1:2 (г) |
| 2015/2016 | Лига чемпионов  | Групповой раунд                                            | Олимпик Лион        | 3:1 (д), 2:0 (г) |
| 2015/2016 | Лига чемпионов  | 1/8 финала                                                 | Бенфика             | 0:1 (г), 1:2 (д) |
| 2016/2017 | Лига Европы     | Групповой раунд                                            | Маккаби (Тель-Авив) | 4:3 (г), 2:0 (д) |
| 2016/2017 | Лига Европы     | Групповой раунд                                            | АЗ                  | 5:0 (д), 2:3 (г) |
| 2016/2017 | Лига Европы     | Групповой раунд                                            | Дандолк             | 2:1 (г), 2:1 (д) |
| 2016/2017 | Лига Европы     | 1/16 финала                                                | Андерлехт           | 0:2 (г), 3:1 (д) |
| 2017/2018 | Лига Европы     | Третий квалификационный раунд                              | Бней Иегуда         | 2:0 (г), 0:1 (д) |
| 2017/2018 | Лига Европы     | Раунд плей-офф                                             | Утрехт              | 0:1 (г), 2:0 (д) |
| 2017/2018 | Лига Европы     | Групповой раунд                                            | Вардар              | 5:0 (г), 2:1 (д) |
| 2017/2018 | Лига Европы     | Групповой раунд                                            | Реал Сосьедад       | 3:1 (д), 3:1 (г) |
| 2017/2018 | Лига Европы     | Групповой раунд                                            | Русенборг           | 3:1 (д), 1:1 (г) |
| 2017/2018 | Лига Европы     | 1/16 финала                                                | Селтик              | 0:1 (г), 3:0 (д) |
| 2017/2018 | Лига Европы     | 1/8 финала                                                 | РБ Лейпциг          | 1:2 (г), 1:1 (д) |
| 2018/2019 | Лига Европы     | Третий квалификационный раунд                              | Динамо (Минск)      | 0:4 (г), 8:1 (д) |
| 2018/2019 | Лига Европы     | Раунд плей-офф                                             | Мольде              | 3:1 (д), 1:2 (г) |
| 2018/2019 | Лига Европы     | Групповой раунд                                            | Копенгаген          | 1:1 (г), 1:0 (д) |
| 2018/2019 | Лига Европы     | Групповой раунд                                            | Славия              | 1:0 (д), 0:2 (г) |
| 2018/2019 | Лига Европы     | Групповой раунд                                            | Бордо               | 2:1 (д), 1:1 (г) |
| 2018/2019 | Лига Европы     | 1/16 финала                                                | Фенербахче          | 0:1 (г), 3:1 (д) |
| 2018/2019 | Лига Европы     | 1/8 финала                                                 | Вильярреал          | 1:3 (д), 1:2 (г) |
| 2019/2020 | Лига чемпионов  | Групповой раунд                                            | Олимпик Лион        | 1:1 (г), 2:0 (д) |
| 2019/2020 | Лига чемпионов  | Групповой раунд                                            | Бенфика             | 3:1 (д), 0:3 (г) |
| 2019/2020 | Лига чемпионов  | Групповой раунд                                            | РБ Лейпциг          | 1:2 (г), 0:2 (д) |
| 2020/2021 | Лига чемпионов  | Групповой раунд                                            | Брюгге              | 1:2 (д), 0:3 (г) |
| 2020/2021 | Лига чемпионов  | Групповой раунд                                            | Боруссия (Дортмунд) | 0:2 (г), 1:2 (д) |
| 2020/2021 | Лига чемпионов  | Групповой раунд                                            | Лацио               | 1:1 (д), 1:3 (г) |
| 2021/2022 | Лига чемпионов  | Групповой раунд                                            | Челси               | 0:1 (г), 3:3 (д) |
| 2021/2022 | Лига чемпионов  | Групповой раунд                                            | Мальмё              | 4:0 (д), 1:1 (г) |
| 2021/2022 | Лига чемпионов  | Групповой раунд                                            | Ювентус             | 0:1 (д), 2:4 (г) |
| 2021/2022 | Лига Европы     | 1/16 финала                                                | Реал Бетис          | 2:3 (д), 0:0 (г) |

| Страна              | М  | В | Н | П  | % побед | МЗ | МП | РМ  | Сезон                              |
| ------------------- | -- | - | - | -- | ------- | -- | -- | --- | ---------------------------------- |
| Австрия             | 6  | 1 | 3 | 2  | 16,7    | 7  | 10 | -3  |                                    |
| Аустрия (Вена)      | 2  | 0 | 1 | 1  | 0,0     | 1  | 4  | -3  | 2013/14                            |
| Суперфунд           | 4  | 1 | 2 | 1  | 25,0    | 6  | 6  | 0   | 2004/05, 2005/06                   |
| Англия              | 9  | 4 | 1 | 4  | 44,4    | 12 | 10 | +2  |                                    |
| Болтон Уондерерс    | 1  | 0 | 0 | 1  | 0,0     | 0  | 1  | -1  | 2005/06                            |
| Брэдфорд Сити       | 2  | 2 | 0 | 0  | 100,0   | 4  | 0  | +4  | 2000/01                            |
| Ливерпуль           | 2  | 1 | 0 | 1  | 50,0    | 3  | 3  | 0   | 2012/13                            |
| Манчестер Юнайтед   | 1  | 1 | 0 | 0  | 100,0   | 2  | 1  | +1  | 2008/09                            |
| Челси               | 2  | 0 | 1 | 1  | 0,0     | 3  | 4  | -1  | 2021/22                            |
| Эвертон             | 1  | 0 | 0 | 1  | 0,0     | 0  | 1  | -1  | 2007/08                            |
| Андорра             | 2  | 2 | 0 | 0  | 100,0   | 13 | 0  | +13 |                                    |
| Энкамп              | 2  | 2 | 0 | 0  | 100,0   | 13 | 0  | +13 | 2002/03                            |
| Беларусь            | 4  | 2 | 1 | 1  | 50,0    | 11 | 6  | +5  |                                    |
| БАТЭ                | 2  | 1 | 1 | 0  | 50,0    | 3  | 1  | +2  | 2008/09                            |
| Динамо (Минск)      | 2  | 1 | 0 | 1  | 50,0    | 8  | 5  | +3  | 2018/19                            |
| Бельгия             | 16 | 9 | 1 | 6  | 56,3    | 24 | 20 | +4  |                                    |
| Андерлехт           | 6  | 4 | 0 | 2  | 60,0    | 10 | 6  | +4  | 2010/11, 2012/13, 2016/17          |
| Брюгге              | 4  | 1 | 0 | 3  | 25,0    | 3  | 10 | −7  | 1987/88, 2020/21                   |
| Гент                | 2  | 1 | 0 | 1  | 50,0    | 3  | 3  | 0   | 2015/16                            |
| Стандард (Льеж)     | 4  | 3 | 1 | 0  | 75,0    | 8  | 1  | +7  | 2007/08, 2014/15                   |
| Венгрия             | 2  | 2 | 0 | 0  | 100,0   | 4  | 2  | +2  |                                    |
| Татабанья           | 2  | 2 | 0 | 0  | 100,0   | 4  | 2  | +2  | 2000/01                            |
| ГДР                 | 2  | 0 | 0 | 2  | 0,0     | 2  | 6  | −4  |                                    |
| Динамо (Дрезден)    | 2  | 0 | 0 | 2  | 0,0     | 2  | 6  | −4  | 1981/82                            |
| Германия            | 20 | 5 | 4 | 11 | 25,0    | 26 | 35 | -9  |                                    |
| Алемания (Ахен)     | 1  | 0 | 1 | 0  | 0,0     | 2  | 2  | 0   | 2004/05                            |
| Бавария             | 2  | 1 | 1 | 0  | 50,0    | 5  | 1  | +4  | 2007/08                            |
| Байер 04            | 4  | 1 | 0 | 3  | 25,0    | 5  | 6  | -1  | 2007/08, 2014/15                   |
| Боруссия (Дортмунд) | 4  | 1 | 0 | 3  | 25,0    | 5  | 9  | -4  | 2013/14, 2020/21                   |
| Нюрнберг            | 1  | 0 | 1 | 0  | 0,0     | 2  | 2  | 0   | 2007/08                            |
| РБ Лейпциг          | 4  | 0 | 1 | 3  | 0,0     | 3  | 7  | -4  | 2017/18, 2019/20                   |
| Штутгарт            | 4  | 2 | 0 | 2  | 50,0    | 4  | 8  | −4  | 1989/90, 2008/09                   |
| Греция              | 6  | 5 | 1 | 0  | 83,3    | 16 | 5  | +11 |                                    |
| АЕК (Афины)         | 5  | 4 | 1 | 0  | 80,0    | 13 | 3  | +10 | 2004/05, 2005/06, 2010/11          |
| Лариса              | 1  | 1 | 0 | 0  | 100,0   | 3  | 2  | +1  | 2007/08                            |
| Дания               | 6  | 4 | 2 | 0  | 66,7    | 11 | 2  | +9  |                                    |
| Копенгаген          | 2  | 1 | 1 | 0  | 50,0    | 2  | 1  | +1  | 2018/19                            |
| Нествед             | 2  | 1 | 1 | 0  | 50,0    | 3  | 1  | +2  | 1989/90                            |
| Норшелланн          | 2  | 2 | 0 | 0  | 100,0   | 6  | 0  | +6  | 2013/14                            |
| Израиль             | 4  | 3 | 0 | 1  | 75,0    | 8  | 4  | +4  |                                    |
| Бней Иегуда         | 2  | 1 | 0 | 1  | 50,0    | 2  | 1  | +1  | 2017/18                            |
| Маккаби (Тель-Авив) | 2  | 2 | 0 | 0  | 100,0   | 6  | 3  | +3  | 2016/17                            |
| Ирландия            | 2  | 2 | 0 | 0  | 100,0   | 4  | 2  | +2  |                                    |
| Дандолк             | 2  | 2 | 0 | 0  | 100,0   | 4  | 2  | +2  | 2016/17                            |
| Испания             | 24 | 6 | 7 | 11 | 25,0    | 33 | 43 | −10 |                                    |
| Атлетико Мадрид     | 2  | 0 | 1 | 1  | 0,0     | 2  | 4  | -2  | 2013/14                            |
| Валенсия            | 2  | 2 | 0 | 0  | 100,0   | 5  | 2  | +3  | 2015/16                            |
| Вильярреал          | 4  | 1 | 0 | 3  | 25,0    | 4  | 7  | -3  | 2007/08, 2018/19                   |
| Малага              | 2  | 0 | 1 | 1  | 0,0     | 2  | 5  | -3  | 2012/13                            |
| Реал Бетис          | 2  | 0 | 1 | 1  | 0,0     | 2  | 3  | -1  | 2021/22                            |
| Реал Мадрид         | 2  | 0 | 0 | 2  | 0,0     | 1  | 5  | -4  | 2008/09                            |
| Реал Сосьедад       | 2  | 2 | 0 | 0  | 100,0   | 6  | 2  | +4  | 2017/18                            |
| Севилья             | 6  | 1 | 3 | 2  | 16,7    | 8  | 11 | -3  | 2004/05, 2005/06, 2014/15          |
| Сельта              | 2  | 0 | 1 | 1  | 0,0     | 3  | 4  | -1  | 2000/01                            |
| Италия              | 14 | 3 | 3 | 8  | 21,4    | 12 | 21 | −9  |                                    |
| Болонья             | 2  | 0 | 1 | 1  | 0,0     | 2  | 5  | -3  | 1999/00                            |
| Лацио               | 2  | 0 | 1 | 1  | 0,0     | 2  | 4  | -2  | 2020/21                            |
| Милан               | 2  | 1 | 0 | 1  | 50,0    | 3  | 3  | 0   | 2012/13                            |
| Торино              | 2  | 1 | 0 | 1  | 50,0    | 2  | 1  | +1  | 2014/15                            |
| Удинезе             | 2  | 1 | 0 | 1  | 50,0    | 1  | 2  | -1  | 2008/09                            |
| Ювентус             | 4  | 0 | 1 | 3  | 0,0     | 2  | 6  | -4  | 2008/09, 2021/22                   |
| Кипр                | 4  | 1 | 1 | 2  | 25,0    | 4  | 3  | +1  |                                    |
| АПОЭЛ               | 2  | 0 | 1 | 1  | 0,0     | 1  | 2  | -1  | 2011/12                            |
| АЕЛ                 | 2  | 1 | 0 | 1  | 50,0    | 3  | 1  | +2  | 2014/15                            |
| Македония           | 2  | 2 | 0 | 0  | 100,0   | 7  | 1  | +6  |                                    |
| Вардар              | 2  | 2 | 0 | 0  | 100,0   | 7  | 1  | +6  | 2017/18                            |
| Нидерланды          | 8  | 4 | 1 | 3  | 50,0    | 14 | 8  | +6  |                                    |
| АЗ                  | 3  | 1 | 1 | 1  | 50,0    | 8  | 4  | +4  | 2007/08, 2016/17                   |
| ПСВ                 | 2  | 2 | 0 | 0  | 100,0   | 4  | 0  | +4  | 2014/15                            |
| Твенте              | 2  | 1 | 0 | 1  | 50,0    | 2  | 3  | -1  | 2010/11                            |
| Утрехт              | 2  | 1 | 0 | 1  | 50,0    | 2  | 1  | +1  | 2017/18                            |
| Норвегия            | 8  | 6 | 1 | 1  | 85,7    | 16 | 6  | +10 |                                    |
| Волеренга           | 2  | 2 | 0 | 0  | 100,0   | 4  | 0  | +4  | 1985/86                            |
| Мольде              | 2  | 1 | 0 | 1  | 50,0    | 4  | 3  | +1  | 2018/19                            |
| Русенборг           | 4  | 3 | 1 | 0  | 75,0    | 8  | 3  | +5  | 2005/06, 2017/18                   |
| Португалия          | 17 | 9 | 3 | 5  | 52,9    | 29 | 22 | +7  |                                    |
| Бенфика             | 8  | 4 | 0 | 4  | 50,0    | 10 | 11 | -1  | 2011/12, 2014/15, 2015/16, 2019/20 |
| Витория (Гимарайнш) | 1  | 1 | 0 | 0  | 100,0   | 2  | 1  | +1  | 2005/06                            |
| Насьонал            | 2  | 0 | 1 | 1  | 0,0     | 4  | 5  | -1  | 2009/10                            |
| Пасуш де Феррейра   | 2  | 2 | 0 | 0  | 100,0   | 8  | 3  | +5  | 2013/14                            |
| Порту               | 4  | 2 | 2 | 0  | 50,0    | 5  | 2  | +3  | 2011/12, 2013/14                   |
| Румыния             | 2  | 1 | 1 | 0  | 50,0    | 1  | 0  | +1  |                                    |
| Униря (Урзичень)    | 2  | 1 | 1 | 0  | 50,0    | 1  | 0  | +1  | 2010/11                            |
| Сербия и Черногория | 2  | 2 | 0 | 0  | 100,0   | 6  | 1  | +5  |                                    |
| Црвена Звезда       | 2  | 2 | 0 | 0  | 100,0   | 6  | 1  | +5  | 2004/05                            |
| Словакия            | 2  | 2 | 0 | 0  | 100,0   | 5  | 0  | +5  |                                    |
| ВиОн                | 2  | 2 | 0 | 0  | 100,0   | 5  | 0  | +5  | 2007/08                            |
| Словения            | 2  | 2 | 0 | 0  | 100,0   | 6  | 1  | +5  |                                    |
| Приморье            | 2  | 2 | 0 | 0  | 100,0   | 6  | 1  | +5  | 2000/01                            |
| Турция              | 3  | 1 | 1 | 1  | 33,3    | 4  | 3  | +1  |                                    |
| Бешикташ            | 1  | 0 | 1 | 0  | 0,0     | 1  | 1  | 0   | 2005/06                            |
| Фенербахче          | 2  | 1 | 0 | 1  | 50,0    | 3  | 2  | +1  | 2018/19                            |
| Украина             | 2  | 1 | 1 | 0  | 50,0    | 3  | 2  | +1  |                                    |
| Шахтёр (Донецк)     | 2  | 1 | 1 | 0  | 50,0    | 3  | 2  | +1  | 2011/12                            |
| Финляндия           | 2  | 1 | 0 | 1  | 50,0    | 3  | 4  | −1  |                                    |
| Куусюси             | 2  | 1 | 0 | 1  | 50,0    | 3  | 4  | -1  | 1985/86                            |
| Франция             | 15 | 7 | 4 | 4  | 46,7    | 18 | 14 | +4  |                                    |
| Бордо               | 2  | 1 | 1 | 0  | 50,0    | 3  | 2  | +1  | 2018/19                            |
| Лилль               | 1  | 0 | 0 | 1  | 0,0     | 1  | 2  | -1  | 2004/05                            |
| Олимпик Лион        | 4  | 3 | 1 | 0  | 75,0    | 8  | 2  | +6  | 2015/16, 2019/20                   |
| Олимпик Марсель     | 4  | 2 | 1 | 1  | 50,0    | 5  | 4  | +1  | 2005/06, 2007/08                   |
| Монако              | 2  | 0 | 1 | 1  | 0,0     | 0  | 2  | -2  | 2014/15                            |
| Осер                | 2  | 1 | 0 | 1  | 50,0    | 1  | 2  | -1  | 2010/11                            |
| Хорватия            | 2  | 2 | 0 | 0  | 100,0   | 5  | 2  | +3  |                                    |
| Хайдук              | 2  | 2 | 0 | 0  | 100,0   | 5  | 2  | +3  | 2010/11                            |
| Чехия               | 2  | 1 | 0 | 1  | 50,0    | 1  | 2  | -1  |                                    |
| Славия              | 2  | 1 | 0 | 1  | 50,0    | 1  | 2  | -1  | 2018/19                            |
| Швейцария           | 6  | 3 | 0 | 3  | 50,0    | 8  | 9  | -1  |                                    |
| Базель              | 2  | 1 | 0 | 1  | 50,0    | 1  | 2  | -1  | 2012/13                            |
| Грассхоппер         | 2  | 1 | 0 | 1  | 50,0    | 3  | 4  | -1  | 2002/03                            |
| Янг Бойз            | 2  | 1 | 0 | 1  | 50,0    | 4  | 3  | +1  | 2010/11                            |
| Швеция              | 2  | 1 | 1 | 0  | 50,0    | 5  | 1  | +4  |                                    |
| Мальмё              | 2  | 1 | 1 | 0  | 50,0    | 5  | 1  | +4  | 2021/22                            |
| Шотландия           | 3  | 2 | 0 | 1  | 66,7    | 5  | 1  | +4  |                                    |
| Рейнджерс           | 1  | 1 | 0 | 0  | 100,0   | 2  | 0  | +2  | 2007/08                            |
| Селтик              | 2  | 1 | 0 | 1  | 50,0    | 3  | 1  | +2  | 2017/18                            |

## Итоговая статистика
| Турнир                         | Матчи | Победы | Ничьи | Поражения | Забито | Пропущено | Разница мячей |
| ------------------------------ | ----- | ------ | ----- | --------- | ------ | --------- | ------------- |
| Кубок чемпионов/Лига чемпионов | 76    | 30     | 15    | 31        | 98     | 96        | +2            |
| Кубок УЕФА/Лига Европы         | 117   | 60     | 21    | 36        | 208    | 142       | +66           |
| Суперкубок УЕФА                | 1     | 1      | 0     | 0         | 2      | 1         | +1            |
| Кубок Интертото                | 8     | 6      | 1     | 1         | 17     | 7         | +10           |
| Итого                          | 202   | 97     | 37    | 68        | 325    | 246       | +79           |

## Рекордсмены «Зенита» в еврокубках

### По числу проведённых игр (минимум 40 игр)
| #     | Футболист          | Период                         | Игр |
| ----- | ------------------ | ------------------------------ | --- |
| 1     | Александр Анюков   | 2005 — 2019                    | 106 |
| 2     | Николас Ломбертс   | 2007 — 2017                    | 76  |
| 3     | Вячеслав Малафеев  | 1999 — 2016                    | 71  |
| 4     | Данни              | 2008 — 2017                    | 70  |
| 5     | Игорь Денисов      | 2002 — 2013                    | 68  |
| 6     | Андрей Аршавин     | 2000 — 2008, 2012, 2013 — 2015 | 65  |
| 7     | Александр Кержаков | 2001 — 2006, 2010 — 2017       | 63  |
| 8     | Константин Зырянов | 2007 — 2014                    | 62  |
| 9     | Доменико Кришито   | 2011 — 2018                    | 57  |
| 10    | Виктор Файзулин    | 2008 — 2015                    | 56  |
| 11    | Роман Широков      | 2008 — 2013                    | 54  |
| 12    | Артём Дзюба        | 2015 — 2022                    | 50  |
| 13    | Олег Шатов         | 2013 — 2020                    | 48  |
| 14    | Игорь Смольников   | 2013 — 2020                    | 47  |
| 15    | Аксель Витсель     | 2012 — 2016                    | 46  |
| 16    | Юрий Лодыгин       | 2013 — 2018                    | 44  |
| 17—18 | Анатолий Тимощук   | 2007 — 2009, 2013 — 2015       | 41  |
| 17—18 | Халк               | 2012 — 2016                    | 41  |
| 19    | Луиш Нету          | 2013 — 2019                    | 40  |

### Лучшие бомбардиры (минимум 5 голов)
| #     | Футболист          | Период                         | Голов |
| ----- | ------------------ | ------------------------------ | ----- |
| 1     | Александр Кержаков | 2001 — 2006, 2010 — 2017       | 26    |
| 2     | Халк               | 2012 — 2016                    | 18    |
| 3—4   | Андрей Аршавин     | 2000 — 2008, 2012, 2013 — 2015 | 17    |
| 3—4   | Артём Дзюба        | 2015 — 2022                    | 17    |
| 5—6   | Данни              | 2008 — 2017                    | 14    |
| 5—6   | Александр Кокорин  | 2016 — 2018                    | 14    |
| 7—8   | Павел Погребняк    | 2007 — 2009                    | 13    |
| 7—8   | Роман Широков      | 2008 — 2013                    | 13    |
| 9     | Жулиано            | 2016 — 2017                    | 8     |
| 10—12 | Александр Спивак   | 2000 — 2007                    | 7     |
| 10—12 | Саломон Рондон     | 2014 — 2015                    | 7     |
| 10—12 | Сердар Азмун       | 2019 — 2021                    | 7     |
| 13    | Эмилиано Ригони    | 2017 — 2020                    | 6     |
| 14—18 | Юрий Желудков      | 1980 — 1989, 1991              | 5     |
| 14—18 | Геннадий Попович   | 1997 — 2001                    | 5     |
| 14—18 | Игорь Денисов      | 2002 — 2013                    | 5     |
| 14—18 | Олег Шатов         | 2013 — 2020                    | 5     |
| 14—18 | Роберт Мак         | 2016 — 2019                    | 5     |